# ПТЗ (Миколаїв)

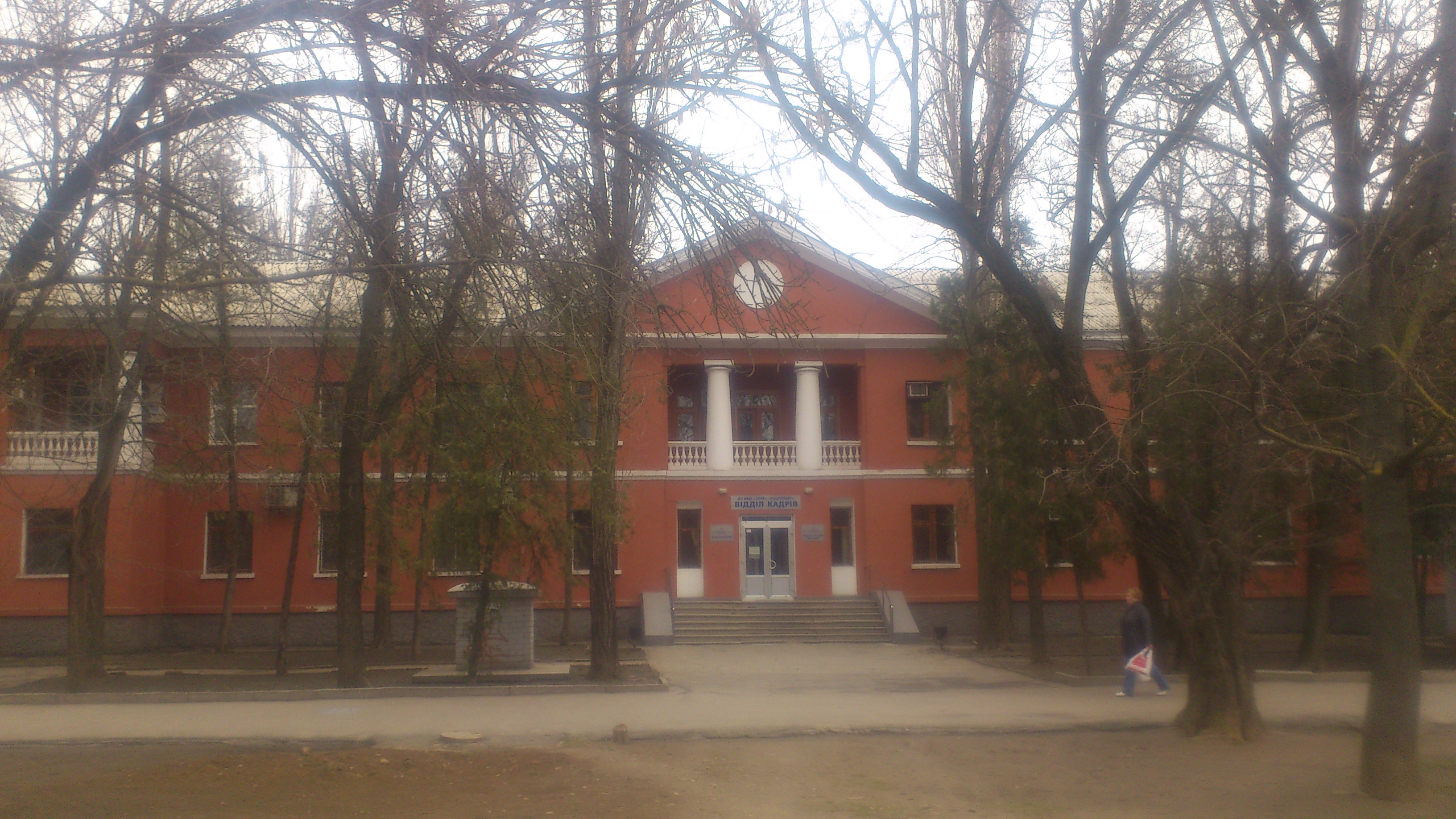
Відділ кадрів «Зоря — Машпроект» на Богоявленському проспекті

Мікрорайон ПТЗ — мікрорайон Миколаєва, складова частина  Інгульського району. Знаходиться на сході міста.
46°56′43″ пн. ш. 32°2′33″ сх. д. / 46.94528° пн. ш. 32.04250° сх. д.

## Назва

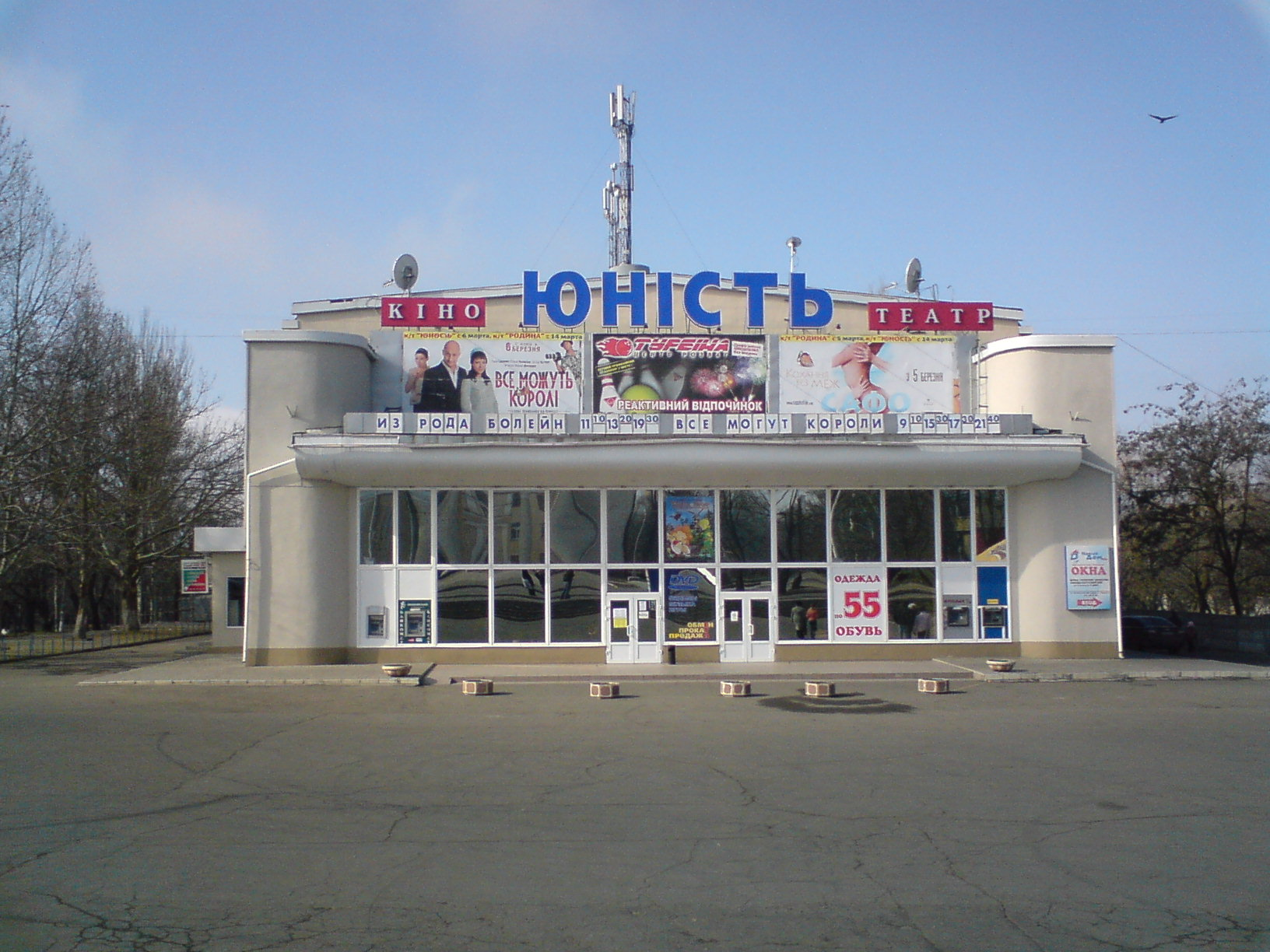
Кінотеатр «Юність»

Названий так завдяки Південному турбінному заводу (нині «Зоря — Машпроект»), що розташований у мікрорайоні.

## Розташування
Житловий район м. Миколаєва розташований між проспектом Миру та вулицею Віталія Бохонка (іноді продовжується до вулиці Залізничної).
Представлений в основному багатоквартирними будинками різної поверховості.
У мікрорайоні розташовані такі великі підприємства, як ДП «Науково-виробничий комплекс газотурбобудування Зоря-Машпроект» та інші. А також колишній кінотеатр, а зараз концерт-хол «Юність».

## Житлова забудова
- Перші будинки — типові цегляні п’ятиповерхівки (1950–60-ті роки), що зводились для працівників турбінного заводу.

- Пізніше — панельні 9-поверхівки, розташовані ближче до проспекту Миру.

## Зелені зони та парки
Серед зелених зон найбільш відомим є парк «Юність», який виконує функцію локального рекреаційного простору. Тут облаштовані дитячі майданчики, зони відпочинку та пішохідні алеї.
У межах району також діє дерев’яний храм преподобного Сергія Радонезького, зведений у традиційному стилі, що приваблює як мешканців, так і гостей району.
Неподалік мікрорайону розташований Миколаївський зоопарк, один із найстаріших в Україні.

## Основні вулиці мікрорайону
- проспект Миру
- Богоявленський проспект
- Вулиця Авангардна
- Вулиця Космонавтів
- Вулиця Миколаївська
- Вулиця Дмитра Кременя
- Вулиця Паркова
- Вулиця Південна
- Вулиця Театральна
- Вулиця Віталія Бохонка